# Rue Gogol (Yalta)
La rue Gogol (Улица Гоголя) est une rue du centre historique de Yalta en Crimée. Elle doit son nom au grand écrivain russe Nicolas Gogol. Elle démarre sur la rive droite de la Vodopadnaïa sur le quai Lénine jusqu'à la rue de l'Armée rouge. C'est une rue à sens unique, d'ouest en est (de la ville vers la mer).

## Histoire
Provenant de la rive droite de la Vodopadnaïa, la rue s'appelle à l'origine le quai Outchan-Sou (du nom de la rivière en tatar). 
Sur le plan de Yalta datant de 1904, la rue est dénommée rue Mariinskaïa (Marie).
Cette rue est tracée à la fin du XIXe siècle. Elle est alors étroite et dépourvue de verdure et souvent inondée par les eaux de la rivière,. D'après les souvenirs d'E.K. Petrova, le renforcement des berges de la rivière, est réalisé avant les années 1880 pour des raisons sanitaires. Elle marquent la frontière de la ville. Elle décrit ainsi la situation : « La rivière Outchan-Sou coulait à travers un large espace de pierre, sans aucune clôture. En été, elle était presque imperceptible, des tas d'ordures gisaient sur les berges. Pendant les pluies, la rivière débordait de ses rives, se déversait dans les rues voisines. Impossible de passer... Les médecins Dmitriev, Ovsiany, Koltsov, Weber, et Chtangueïev ont décidé d'assainir les rues le long des rives de l'Outchan-Sou ».

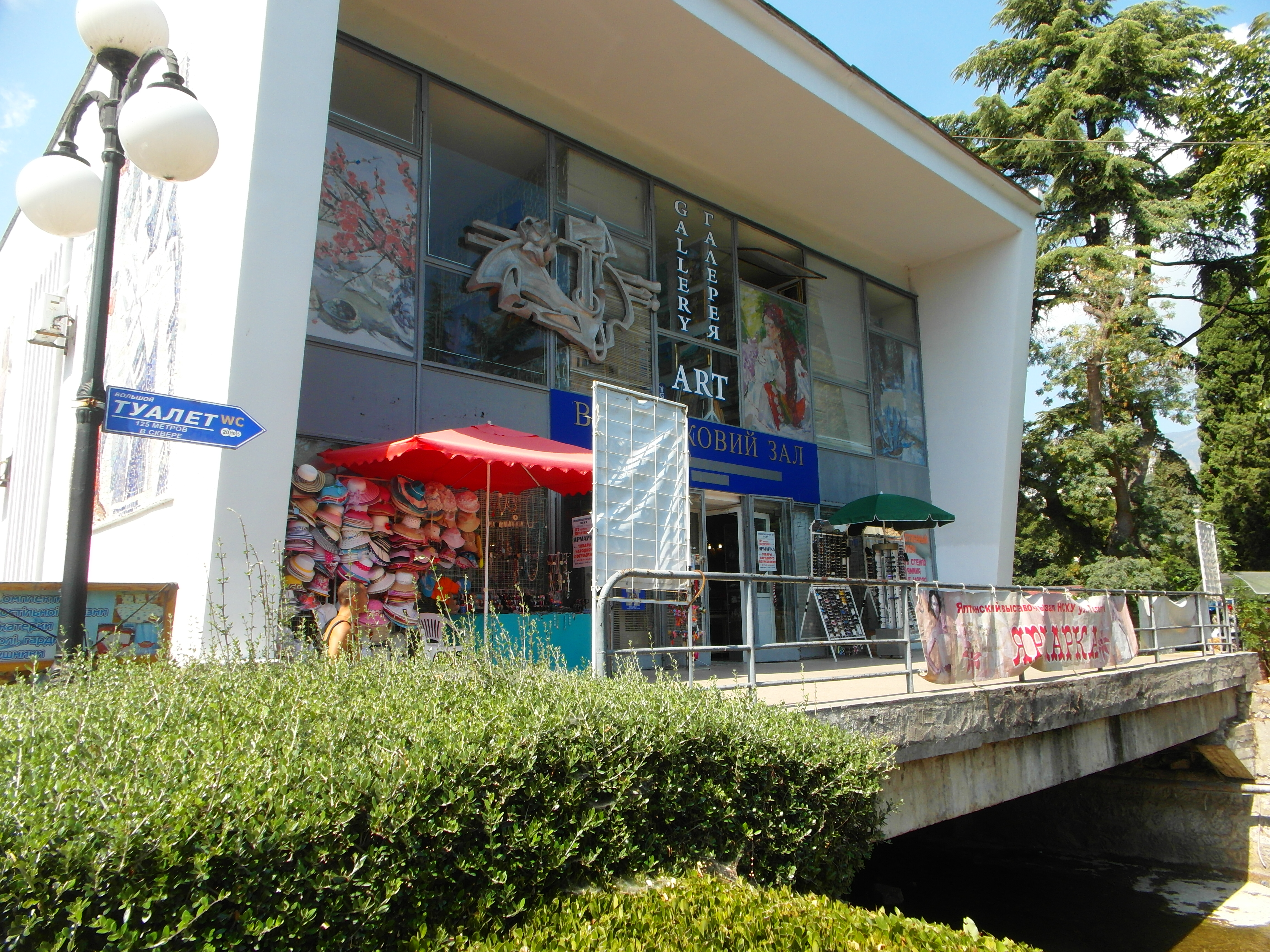
Galerie de l'union des artistes.

Dans les années 1920, la rivière est fortement canalisée et des plantations sont aménagées. Après la Grande Guerre patriotique, on aménage la rue comme une promenade adjacente à la rivière qui fait pendant de l'autre côté de la rive à la rue Pouchkine. 
L'on construit en 1968 la galerie d'exposition de l'union des artistes. On installe en 2012 une statue de l'écrivain Ioulian Semionov devant l'entrée de l'hôtel Oreanda.

## Édifices remarquables

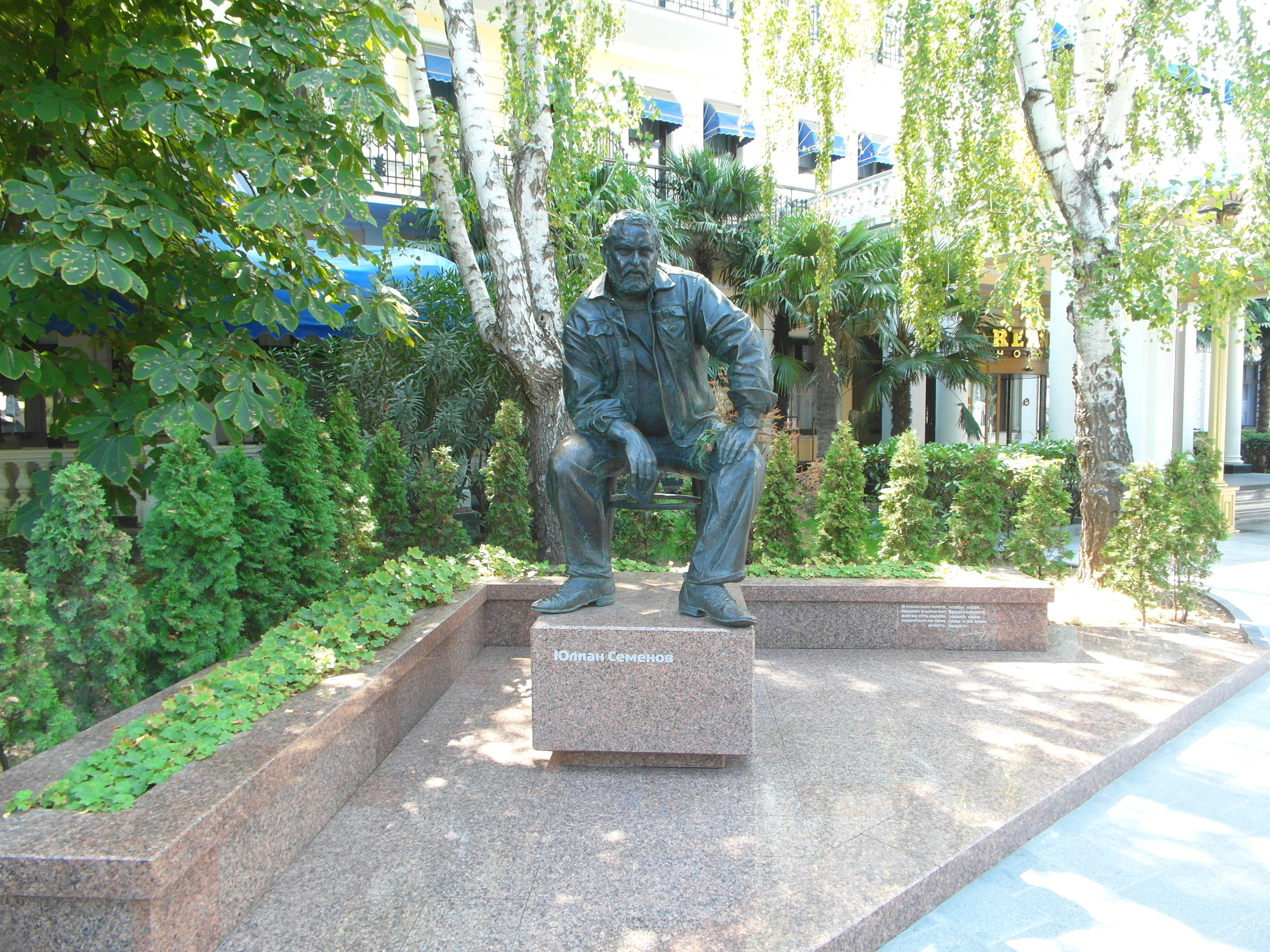
Statue de Semionov.

- N° 1 «А» — Galerie de l'union des artistes (1968), classée[8],[9]

- N° 8 — Maison de rapport de N. V. Savitch[10]

- N° 12 — Bâtiment de l'ancien musée d'histoire locale (maison Prick), classé[11]

- N° 23 — Ancien entrepôt de tabac de Nikolaï Bogdanov[12]

## Personnalité
- N° 24 — Sofia Rotaru